# Pieniężno
Pieniężno (dawniej Melzak, niem. Mehlsack) – miasto w woj. warmińsko-mazurskim, w powiecie braniewskim, siedziba gminy miejsko-wiejskiej Pieniężno.
Według danych GUS z 1 stycznia 2024 r. Pieniężno liczyło 2420 mieszkańców.
Pieniężno leży zarówno na historycznej Warmii biskupiej, jak i na obszarze dawnego pruskiego terytorium Warmii plemiennej. Położone jest w pasie Wzniesień Górowskich, nad rzeką Wałszą.

## Nazwa miasta
Najstarsza znana nazwa związana z miejscowością jest pochodzenia staropruskiego i brzmiała Melcekuke (od „malte”, „malko” – drzewo, zarośla, las i „kuke”, „kauks” – diabeł, czart, czyli „czarci las”). Niemieccy koloniści osadzeni tu po lokacji miasta przez Krzyżaków przyswoili ją fonetycznie jako Mehlsack („worek mąki”). Osadnictwo mazurskie w Prusach Książęcych w następnych wiekach sprawiło, że pojawiła się także równoległa forma polska Melzak. Po przyłączeniu do Polski w 1945 w użyciu znajdowała się nazwa Mąkowory. W 1947 na mocy rozporządzenia ministrów administracji publicznej i ziem odzyskanych z 12.11.1946 r. o przywróceniu i ustaleniu urzędowych nazw miejscowości nazwę ponownie zmieniono i odtąd miasteczko nosi nazwę Pieniężno, na cześć Seweryna Pieniężnego juniora – wydawcy przedwojennej polskiej „Gazety Olsztyńskiej”.

## Historia

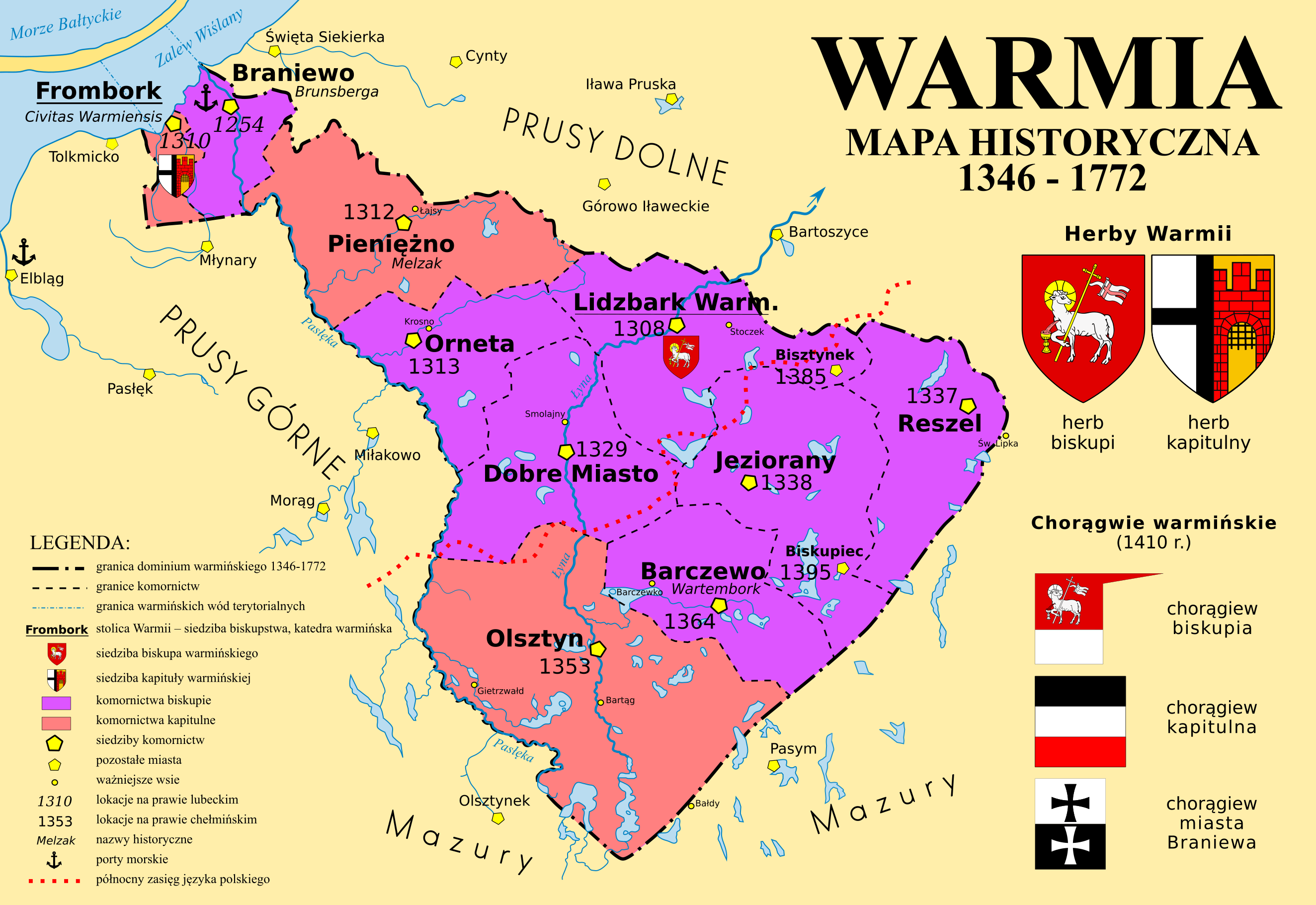
Mapa historyczna Warmii

Prusowie założyli w tym miejscu gród obronny, który nazywał się Melcekuke. Ostatnim księciem staropruskim był prawdopodobnie Wewa. W połowie XIII w. stoczył krwawy bój z Krzyżakami ponosząc klęskę. W efekcie, zgodnie z umową między Krzyżakami a papieżem Innocentym IV, Warmię otrzymał biskup, a Terra Wewa przekazana została kapitule. Pierwsze zapiski w kronikach zakonu krzyżackiego podają datę 1282 r., kiedy to biskup warmiński przekazał posiadłości Wewy kapitule z poleceniem założenia parafii i wzniesienia kościoła. Krzyżacy nazywali miasto Mehlsack.
Nie jest dokładnie znana data nadania praw miejskich, niektóre źródła podają 1295 r., jednak w dokumentach po raz pierwszy nazwy civitas (łac. – miasto) użyto w 1312 r., gdy kapituła warmińska wystawiła przywilej lokacyjny na prawie chełmińskim, potwierdzone zostały w 1326. W pierwszych latach XIV w. kapituła warmińska wybudowała tu zamek i otoczyła miasto murami obronnymi z dwiema bramami, Braniewską i Ornecką, Melzak był siedzibą komornictwa w posiadłościach kapituły.

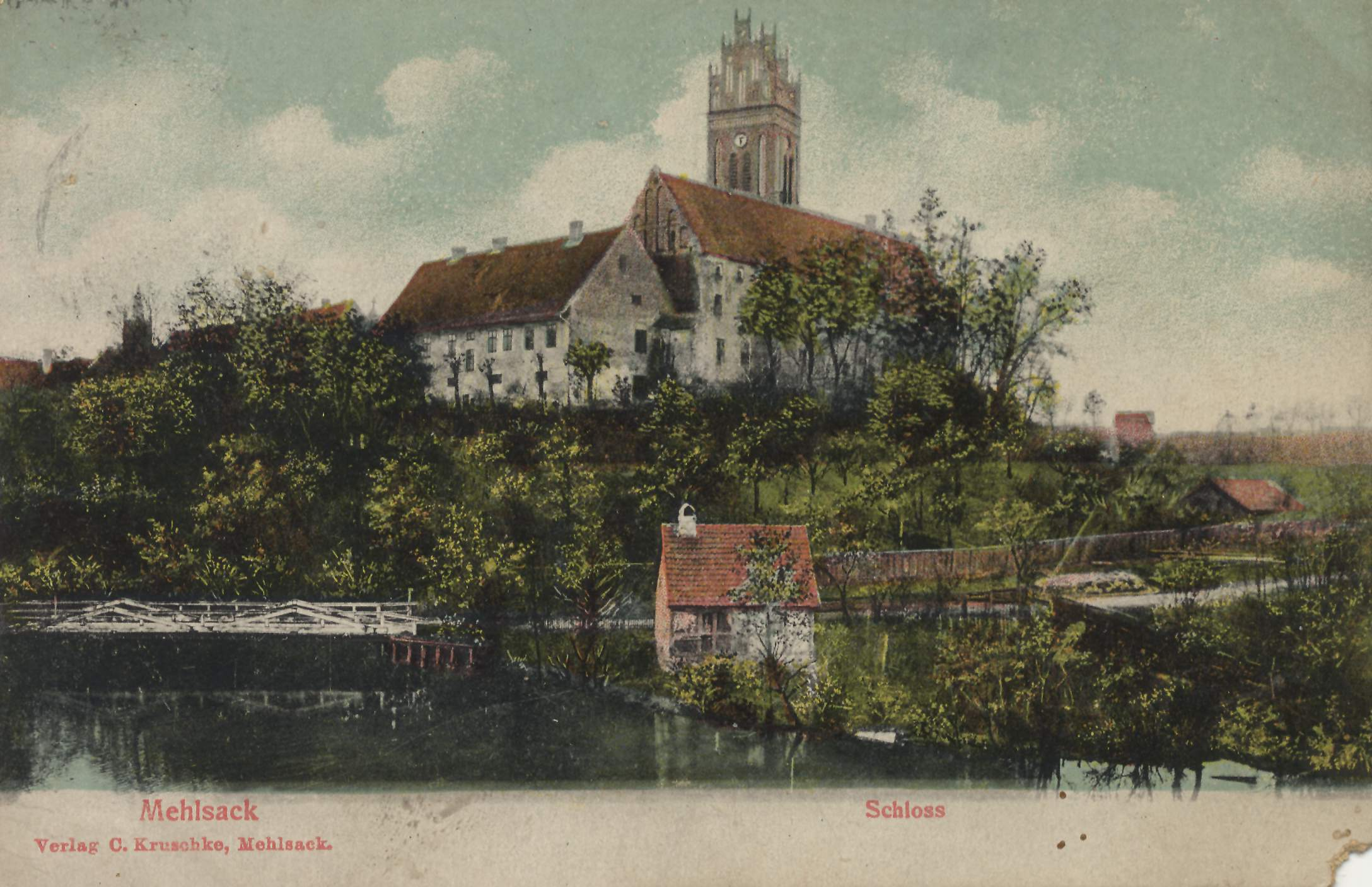
Miasto z zamkiem i kościołem śś. Piotra i Pawła na pocz. XX w.

W 1414 mieszczanie dobrowolnie wpuścili do miasta wojska polskie dowodzone przez Władysława Jagiełłę, najeźdźcy ograbili i spalili miasto. Po wybuchu wojny trzynastoletniej w 1454 mieszczanie opowiedzieli się po stronie Krzyżaków. Rok później Melzak najeżdżają Polacy, zdobywają zamek, plądrują i palą całe miasto. Od 1466 miasto razem z Warmią było częścią Królestwa Polskiego. W 1518 i 1519 na zamku w Melzaku zamieszkiwał Mikołaj Kopernik. W 1520 zdobyły miasto i częściowo zniszczyły wojska Albrechta Hohenzollerna. W 1626 miasto napadły i splądrowały wojska szwedzkie, rok później znaczna część zabudowy została spalona, jednakże Polacy pod wodzą Stanisława Rewery Potockiego odbili miasto. W czasach I Rzeczypospolitej jednym z burmistrzów miasta był malarz Piotr Kolberg.

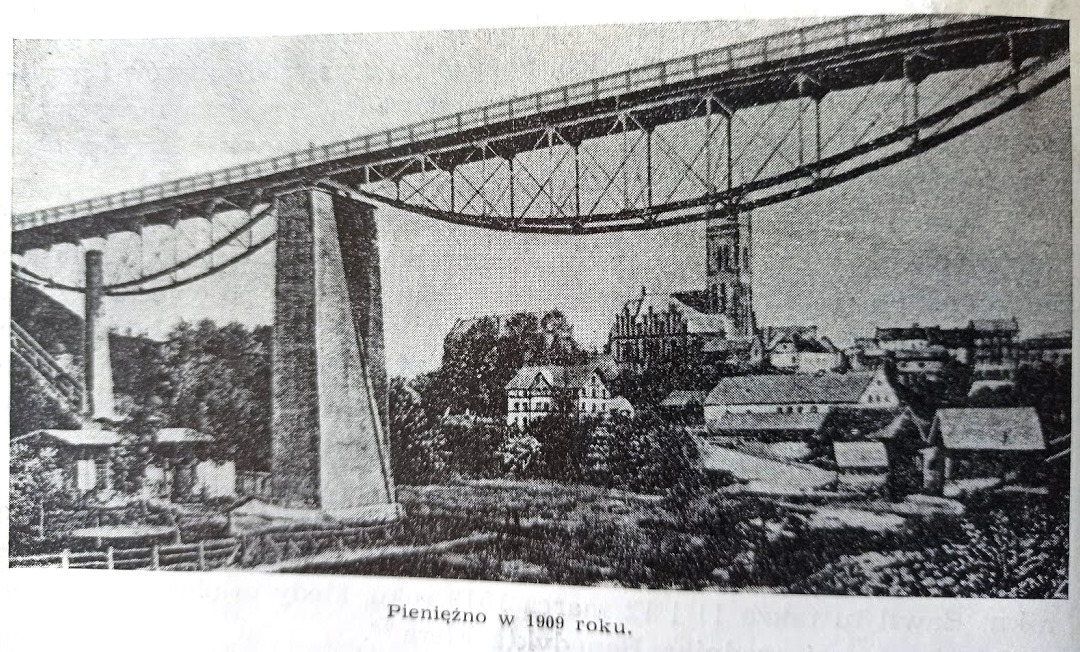
Most kolejowy i widok na miasto w 1909 r.

W 1905 Melzak liczył 4042 mieszkańców, a w 1937 – 4665 mieszkańców.
W sierpniu 1944 część samolotów uczestniczących w nalocie dywanowym na Królewiec zrzuciła bomby na Pieniężno, w całym mieście nienaruszonych zostało siedem domów i jeden z kościołów (cegła ze zrujnowanych domów posłużyła następnie do odbudowy Warszawy). 17 lutego 1945 roku siły hitlerowskie zostały wyparte przez oddziały 3 armii 2 Frontu Białoruskiego. W walkach o miasto i okolice zginęło 166 żołnierzy radzieckich i 32 oficerów. 18 lutego 1945 roku podczas inspekcji wojsk na przednim skraju frontu pod Pieniężnem został śmiertelnie ranny dowódca 3 Frontu Białoruskiego generał armii Iwan Czerniachowski. Na jego cześć w Pieniężnie ustawiono pomnik.

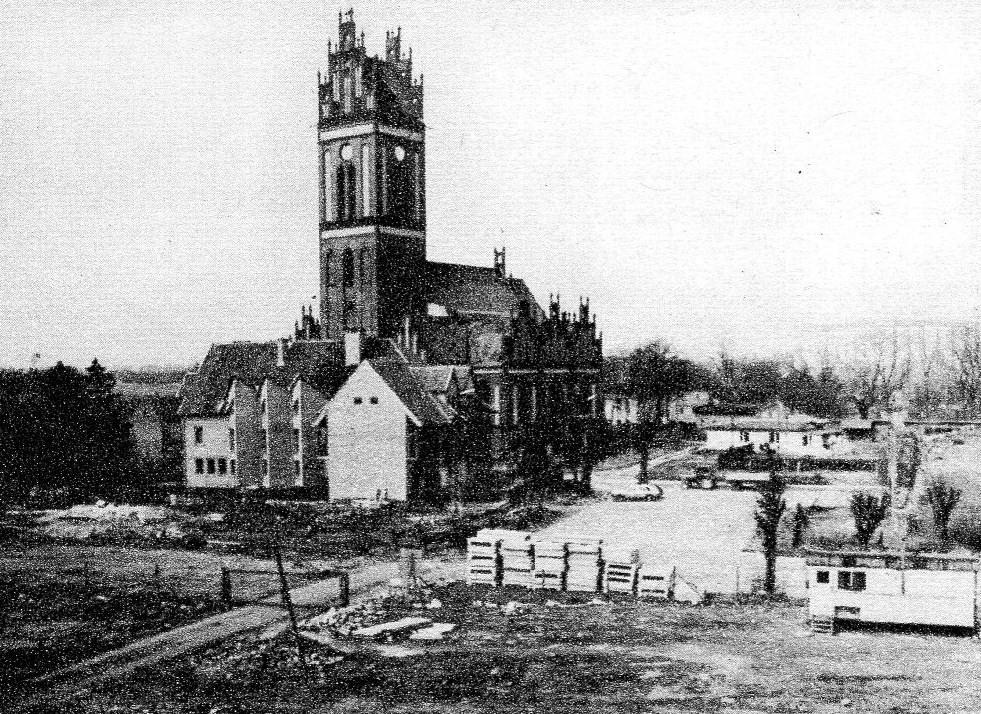
Rynek w 1987 r.

Wiosną 2001 roku na cokole pomnika gen. Czerniachowskiego pojawiły się napisy kat AK i morderca. W 2014 władze miasta wystąpiły z inicjatywą usunięcia lub przeniesienia pomnika. 17 września 2015 r. w 76 rocznicę rosyjskiej napaści na Polskę rozebrano monument sowieckiego generała. W 2023 roku odbyła się uroczystość odsłonięcia i poświęcenia krzyża wraz z tablicą poświęconą „Ofiarom I i II wojny światowej. Ofiarom nazizmu i komunizmu” w miejscu gdzie dawniej stał usunięty pomnik.
Ze względu na zniszczenie miasta w ponad 90% zimą 1945 r. administracja polska nie zaliczyła miejscowości do miast, ponieważ liczba mieszkańców wynosiła 640 osób. W 1954 r. Pieniężno zostało siedzibą gromady Pieniężno, w 1959 uzyskało prawa osiedla miejskiego, a prawa miejskie odzyskało w 1973 r. W latach 1975–1998 miasto administracyjnie należało do województwa elbląskiego.

## Demografia
Dane z 31 grudnia 2017 roku.
| Opis                              | Ogółem | Ogółem | Kobiety | Kobiety | Mężczyźni | Mężczyźni |
| --------------------------------- | ------ | ------ | ------- | ------- | --------- | --------- |
| jednostka                         | osób   | %      | osób    | %       | osób      | %         |
| populacja                         | 2 802  | 100    | 1 466   | 52,3    | 1 336     | 47,7      |
| gęstość zaludnienia (mieszk./km²) | 735    | 735    | 384     | 384     | 351       | 351       |

## Zabytki

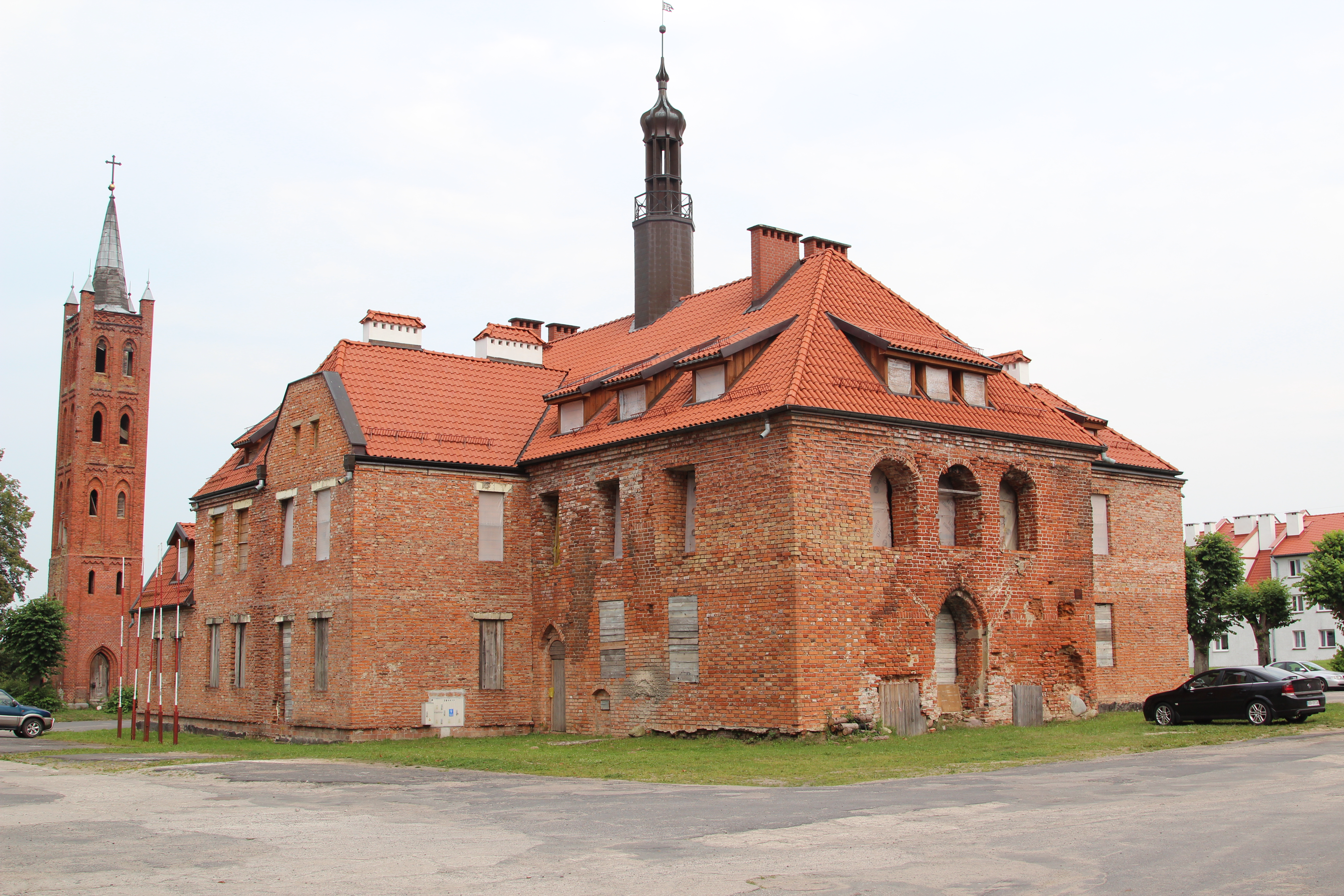
Ratusz (obecnie w odbudowie), z lewej wieża nieistniejącego kościoła ewangelickiego

- Zamek Kapituły Warmińskiej z XIV wieku, na którym w 1518 i 1519 zamieszkiwał Mikołaj Kopernik
- Ratusz z XIV–XV wieku. Obecnie ratusz znajduje się w odbudowie po zniszczeniach II wojny światowej, w czasie której miasto zostało zniszczone w 80%. Był to budynek usytuowany pośrodku kwadratowego rynku[13].
- Kościół Świętych Apostołów Piotra i Pawła z XIV wieku: Kościół pod wezwaniem św. Piotra i Pawła o pięciu nawach wybudowano w 1897 roku. W tym miejscu stała kiedyś stara świątynia, której wyposażenie trafiło do nowego kościoła: barokowe figury patronów przy ołtarzu, gotycka chrzcielnica i polichromowana ambona z XVII wieku[14].
- Wieża kościoła poewangelickiego z lat 1844–1851
- Muzeum Misyjno-Etnograficzne Księży Werbistów
- Most kolejowy nad rzeką Wałszą, o wysokości 30 metrów i długości 160 m, z 1885 roku, składający się z 3 jednakowych przęseł kratowych o dźwigarach parabolicznych o rozpiętości 42,4 m każde. Rozstaw dźwigarów 3,1 m, rozstaw podłużnic 1,8 m, wysokość filarów 28 m. Zniszczony w czasie działań wojennych w 1945, odbudowany w 1950 roku
- Wieża ciśnień z 1905 roku
- Klasztor Księży Werbistów
- cerkiew greckokatolicka św. Michała z lat 1621–1623, dawna kaplica szpitalna
- Dawny młyn i magazyn
- Dawna plebania przy kościele śś. Piotra i Pawła

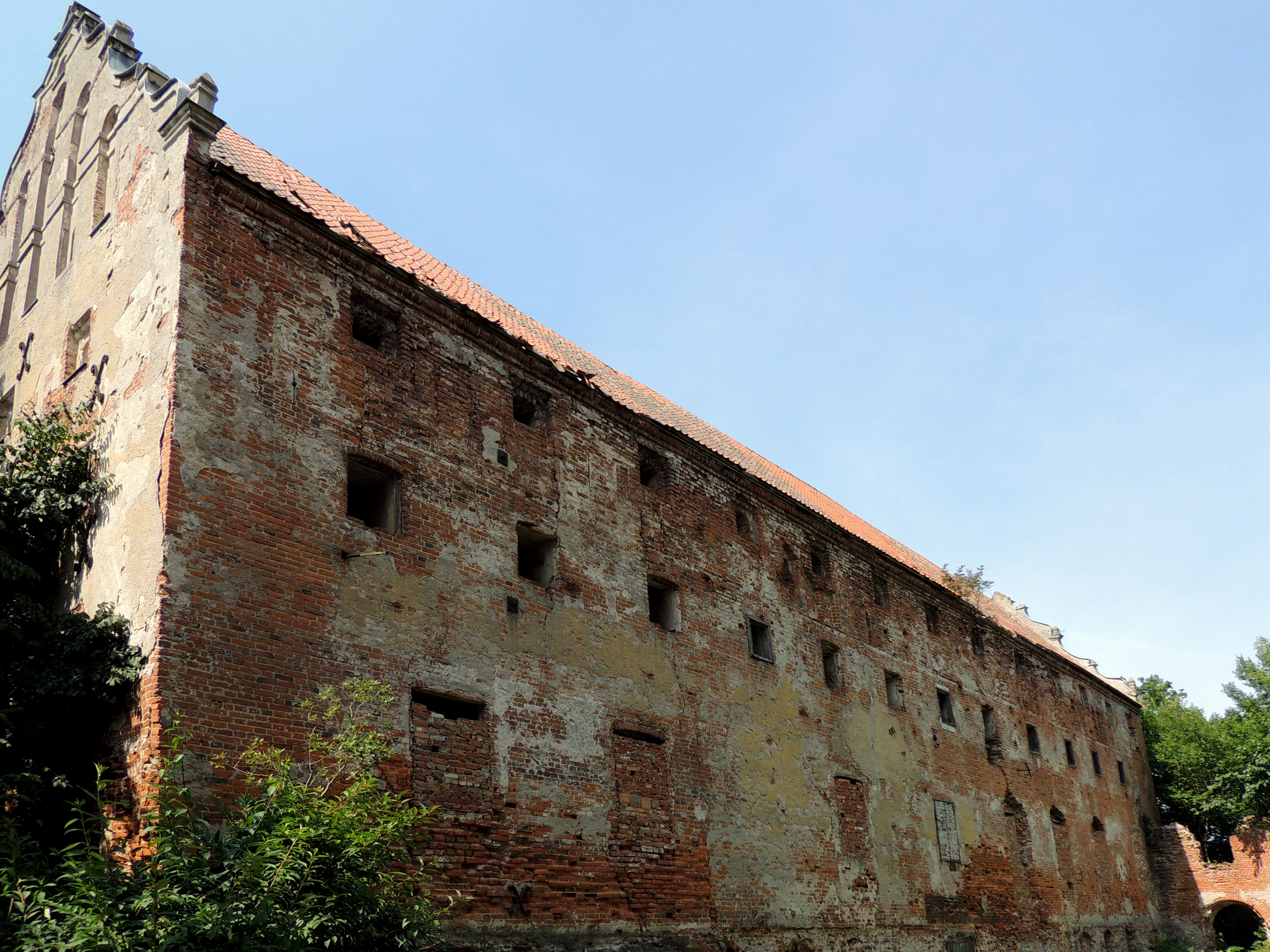
Zamek Kapituły Warmińskiej
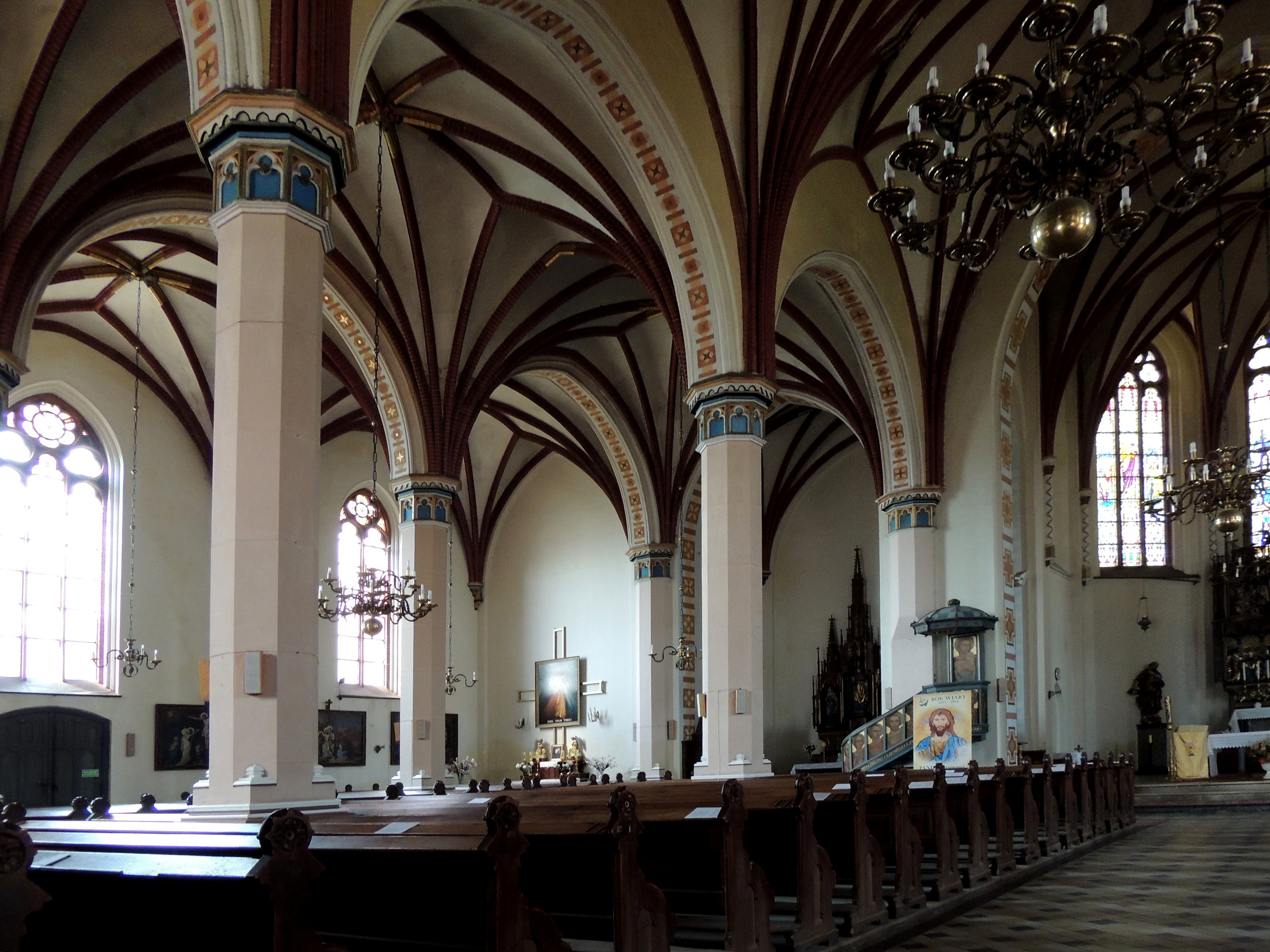
Wnętrze kościoła śś. Piotra i Pawła
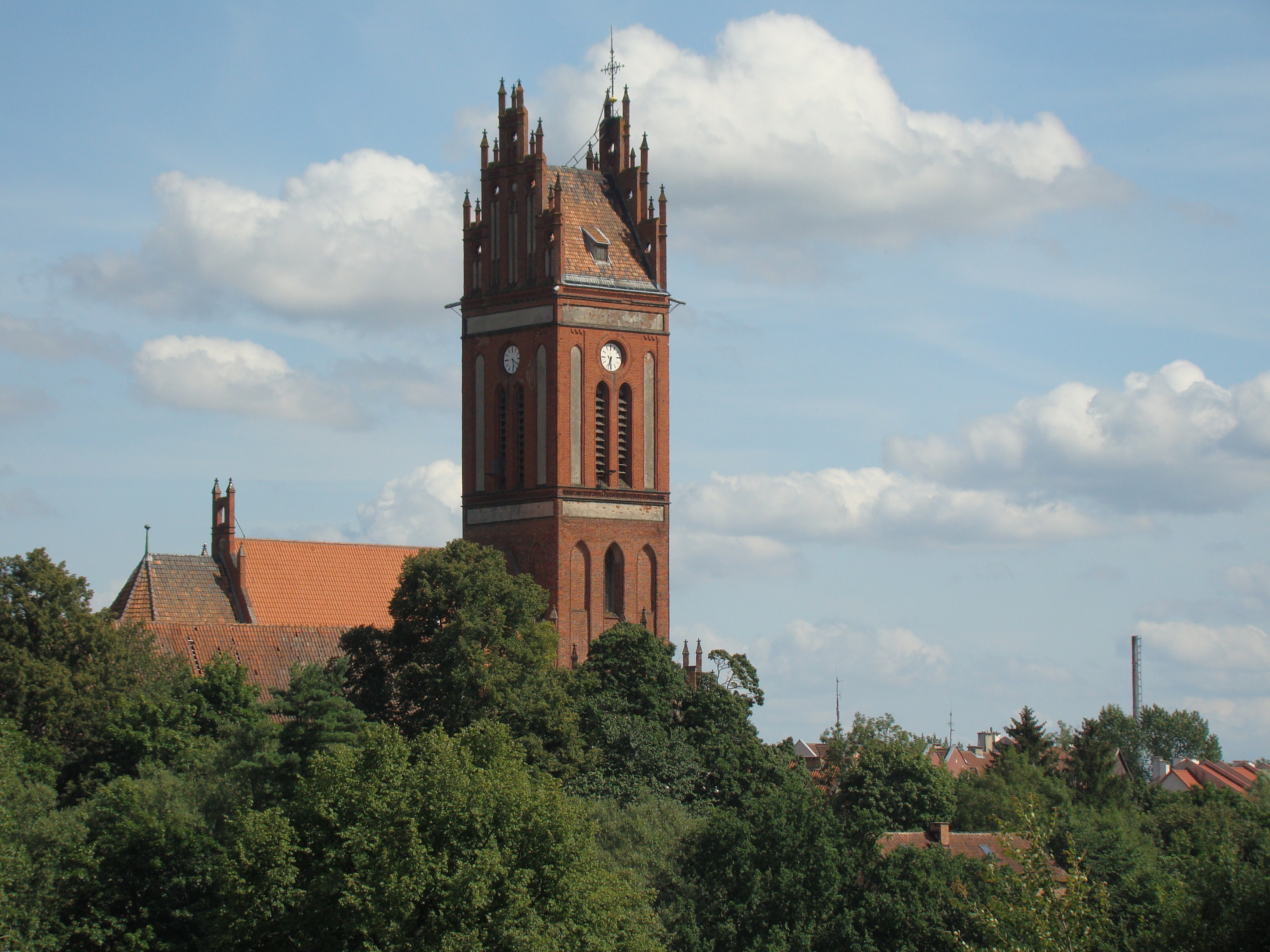
Kościół pw. św. św. Piotra i Pawła z XIV w.
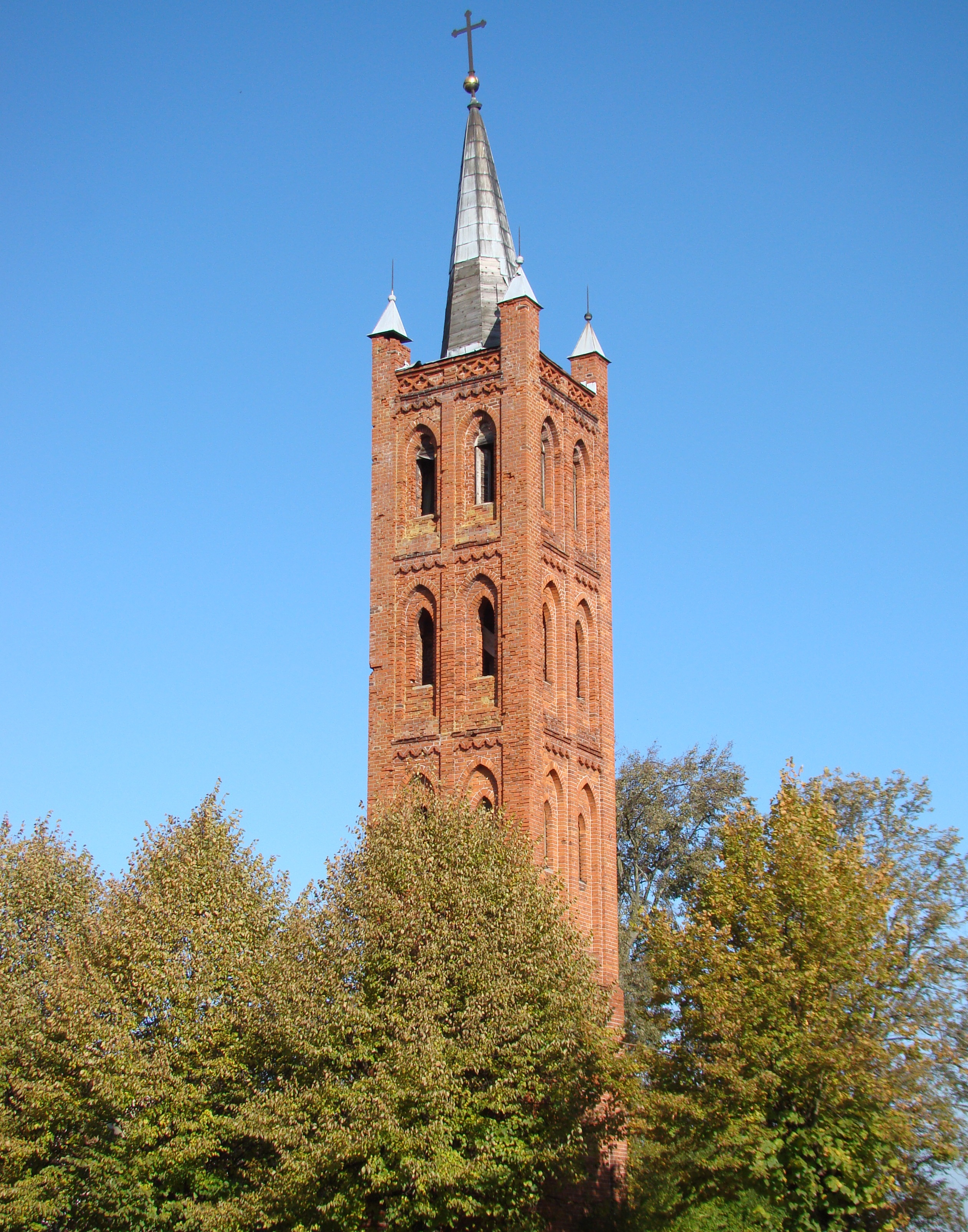
Wieża kościoła ewangelickiego
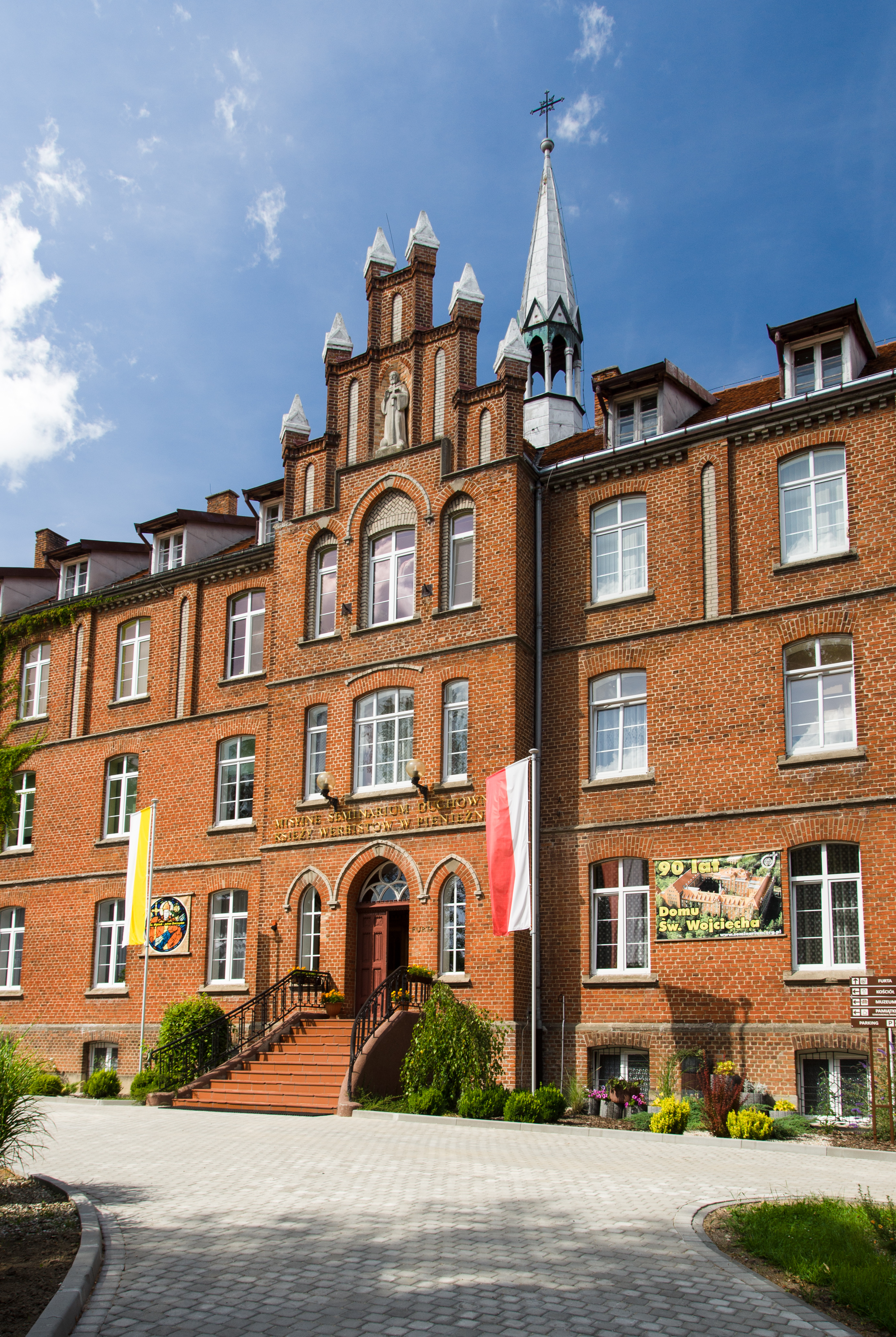
Misyjne Seminarium Duchowne Księży Werbistów
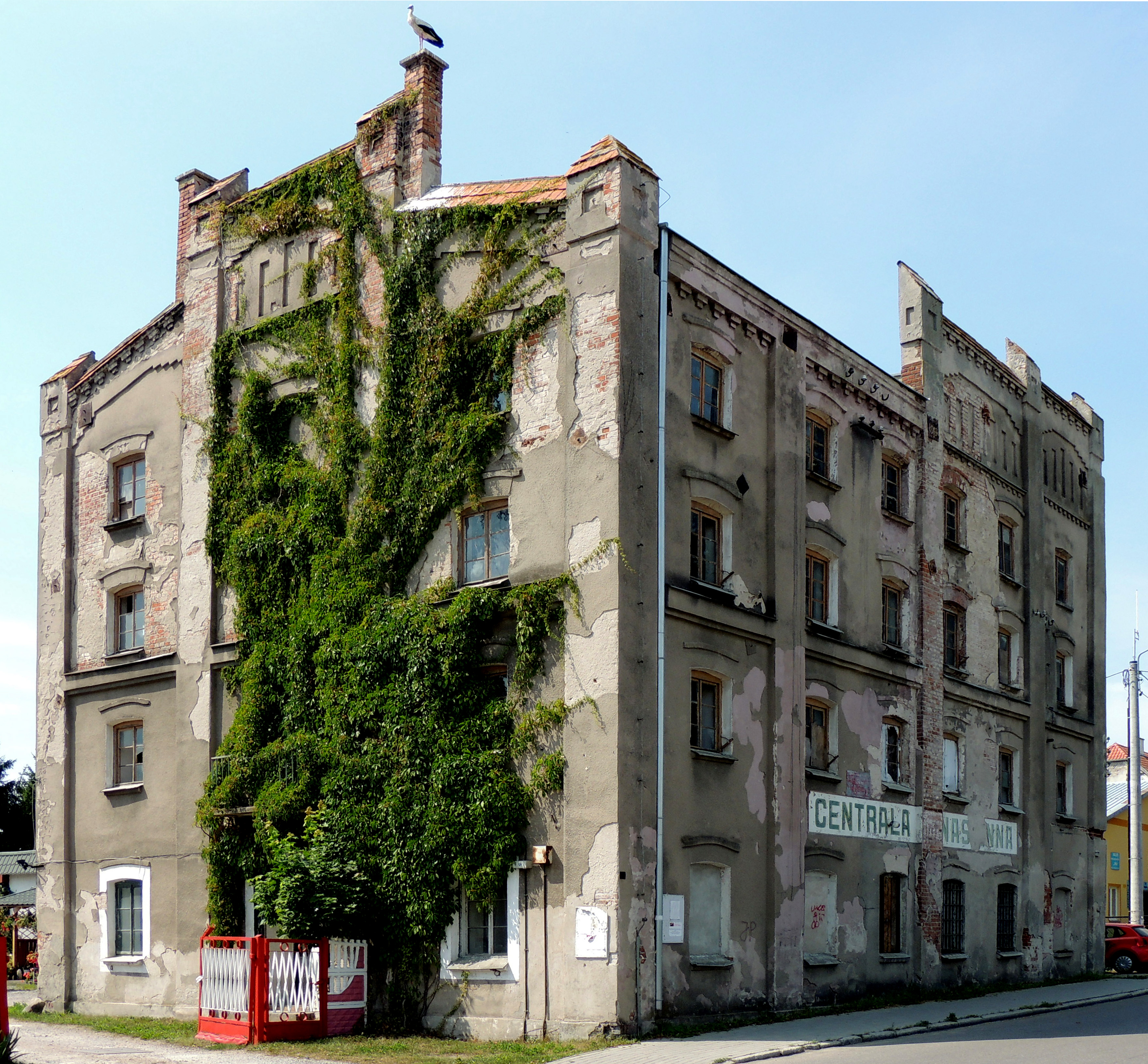
Dawny młyn i magazyn
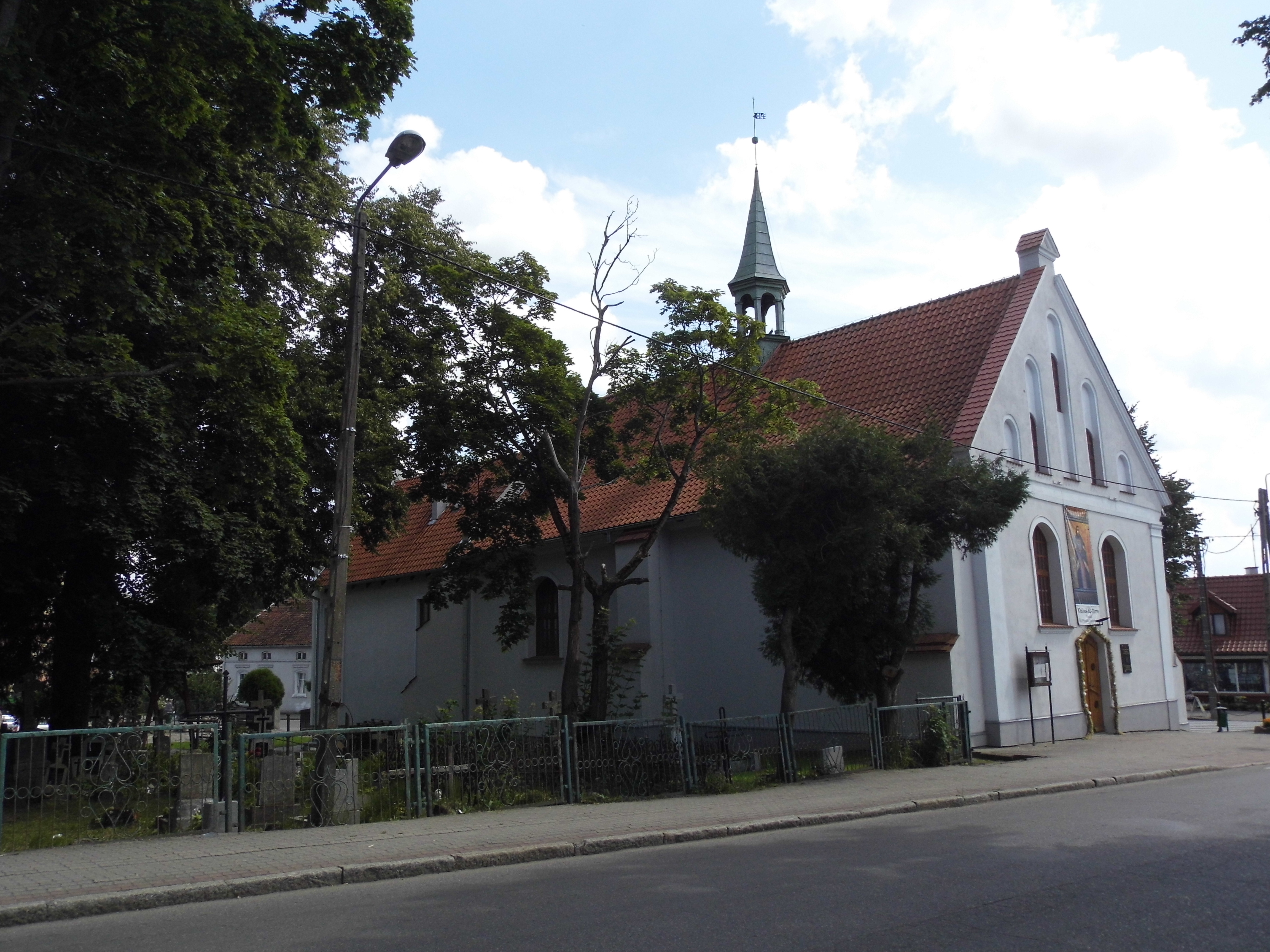
Dawna kaplica szpitalna obecnie cerkiew św. Michała
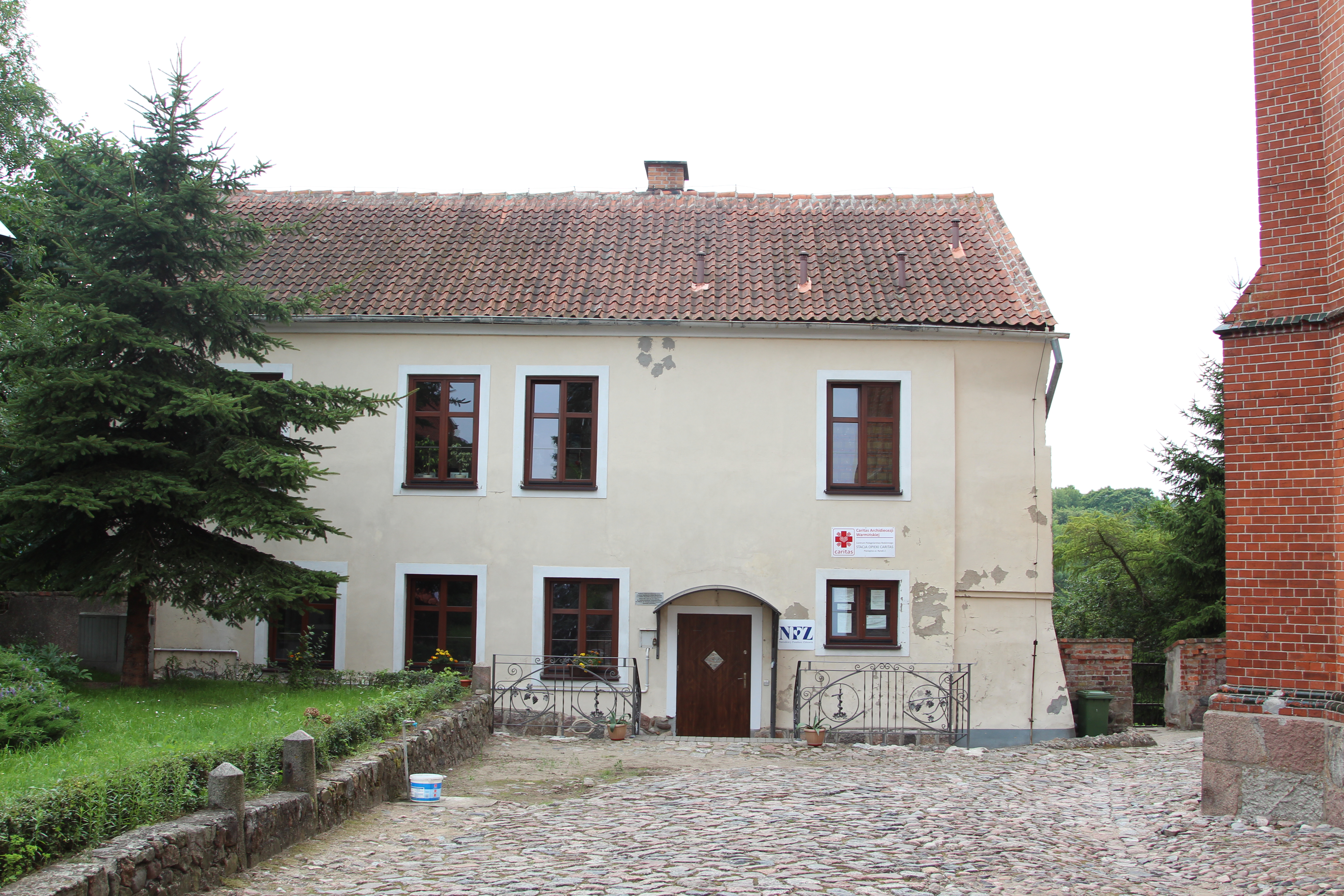
Dawna plebania

## Transport
Przez miasto przebiegają drogi:

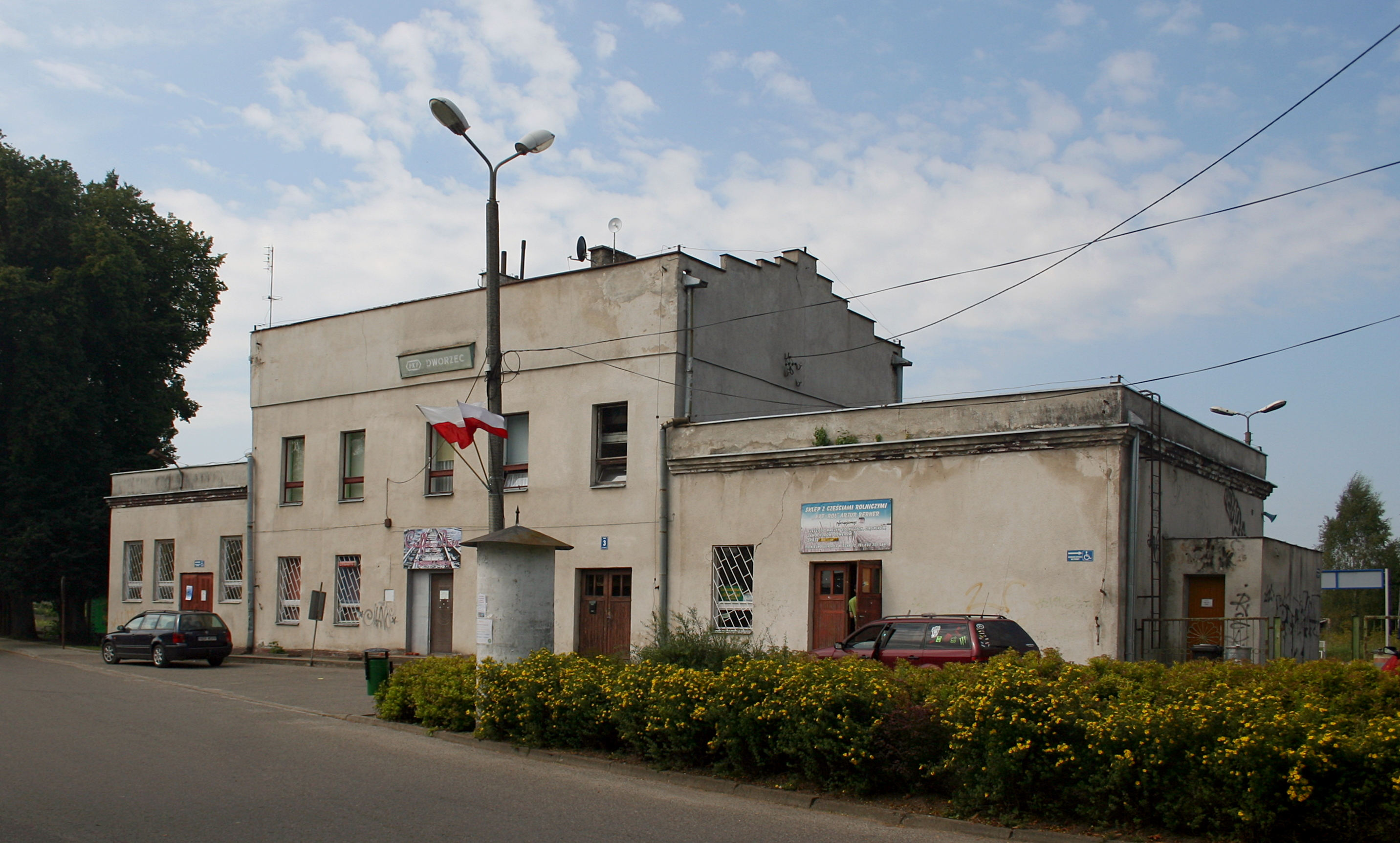
Stacja kolejowa

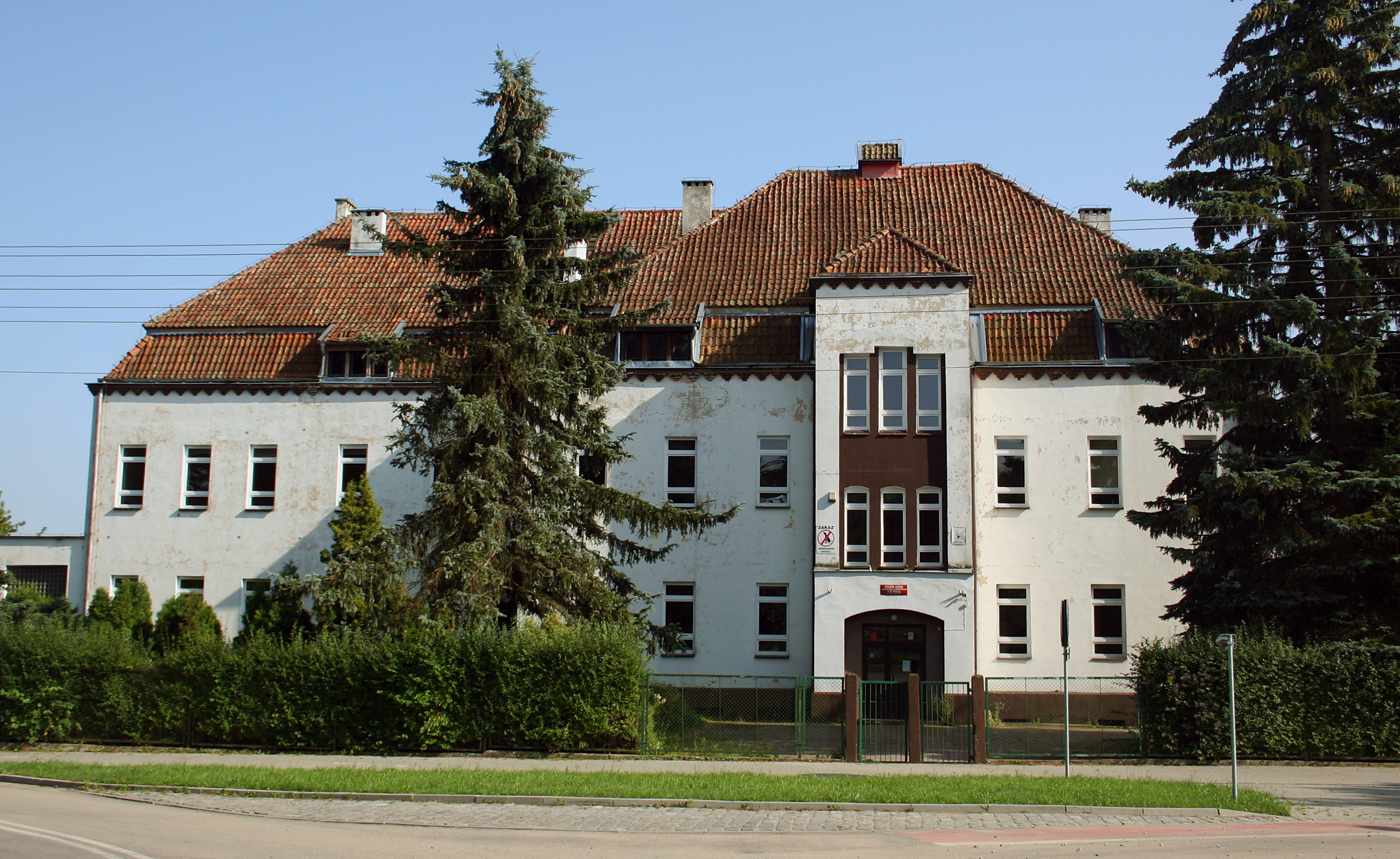
Zespół szkół przy ul. Szkolnej

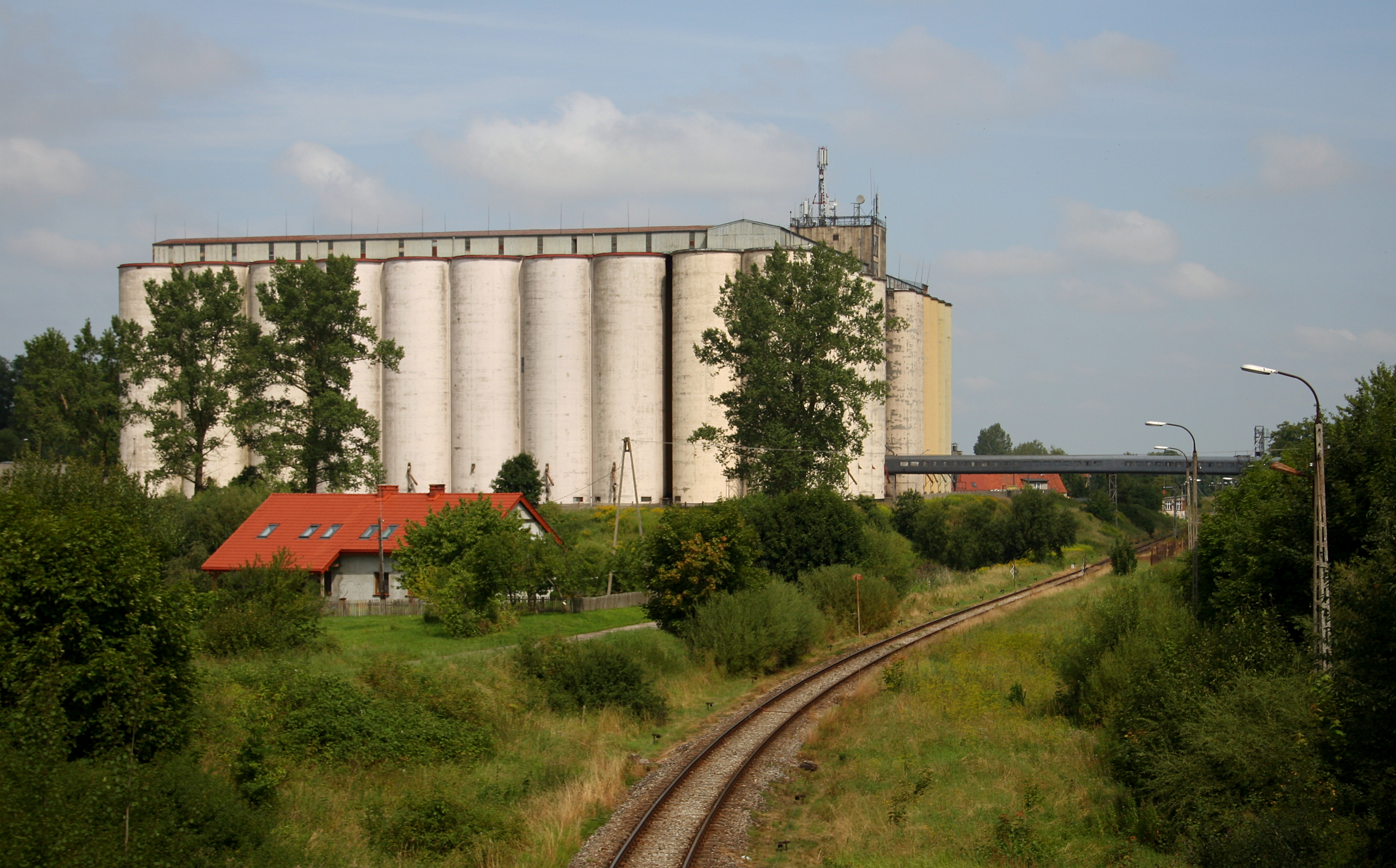
Linia kolejowa nr 221 i elewator należący do spółki Elewarr

- 507 Braniewo – Pieniężno – Orneta – Dobre Miasto
- 510 Pieniężno – Głębock
- 512 Pieniężno – Górowo Iławeckie – Bartoszyce – Szczurkowo

W mieście znajduje się przystanek kolejowy, dawniej stacja.

## Wspólnoty wyznaniowe
- Kościół rzymskokatolicki
  - Parafia Świętych Apostołów Piotra i Pawła w Pieniężnie
- Kościół greckokatolicki
  - Parafia św. Michała Archanioła w Pieniężnie
- Świadkowie Jehowy:
  - zbór Pieniężno (Sala Królestwa)[15]